# Маркевич, Алексей Иванович
Маркевич, Алексей Иванович (1847—1903) — российский историк.

## Биография
Родился 17 (29) марта 1849 года в селе Смош Прилукского уезда Полтавской губернии. Происходил из старинного казацко-старшинского рода Маркевичей.
Учился в Лицее кн. Безбородко и на историко-филологическом факультете Новороссийского университета. С 1880 года — в Новороссийском университете. В начале 1880-х годов он преподавал в университете специальный курс по историографии, один из разделов которого был посвящён изучению исторических источников. Большое значение А. И. Маркевич придавал анализу древних летописей, которые рассматривал не только как источник, но и как историографический документ. Защитив диссертации магистерскую: «О местничестве. Т. I. Русская историография в отношении к местничеству» (1879) и докторскую: «История местничества в Московском государстве в XV—XVII вв.» (1888), был до 1895 года профессором Новороссийского университета. Им читались специальные курсы: «История Юго-Западной Руси с XIII по XIV вв.», «История Юго-Западной Руси до конца XVIII в.», «Историческая география и этнография Южной Руси», «История Новороссийского края со второй половины XVIII в.» и др.
Затем служил в городском управлении Одессы.
Был деятельным членом археологических съездов, на которых им прочитаны многочисленные доклады. Написал много статей, брошюр и рецензий, главным образом по русской истории XVI и XVII вв., по археологии и по истории русской литературы. Активно сотрудничал с журналом А. Хованского «Филологические записки».
Умер от инсульта 5 (18) июня 1903 года в Одессе. Похоронен на Втором христианском кладбище.